# Richmond Heights (Ohio)
Richmond Heights – miasto w Stanach Zjednoczonych, w północnej części stanu Ohio, na wybrzeżu jeziora Erie. Liczba mieszkańców w 2000 roku wynosiła 10 987.